# Fernan Figueira de Lemos
Fernan Figueira de Lemos fue un trovador gallego del siglo XIII. Su figura literaria está recogida en la Gran Enciclopedia Gallega y goza de reconocimiento en Monforte de Lemos.

## Biografía
Apenas quedan datos sobre él, por el nombre se cree que nació en la tierra de Lemos y procede de una familia noble que se afinca en Portugal en torno al año 1280, aparece en un documento de 1285 junto con un familiar que ostentaba un cargo en Lisboa. António Resende de Oliveira sostiene que puede ser la misma persona que en 1258 tenía posesiones en Vila Nova de Cerveira.

## Obra
Se conservan una cantiga de amor y una cantiga de amigo, ambas recogidas en el folio 15v del cancionero de la Biblioteca Nacional de Lisboa.